# باول مادونا
باول مادونا (بالإنجليزية: Paul Madonna)‏ هو فنان أمريكي، ولد في 1972.